# غالاتينا
غالاتينا (باليونانية:Galatini) ، وكانت تُعرف قبل توحيد إيطاليا كـ سان بيترو في غالاتينا ، وهي مدينة و كومونا (بلدية) تقع في مقاطعة لتشه في بوليا، جنوبي إيطاليا.
تُعتبر من أهم مُدن منطقة سالنتو، و تتموضع جنوب ليتشي على بُعد 21 كيلو متر (13 ميل).

## السكان
في سنة 1861 بلغ عدد السكان 9٬344 نسمة، وتطور العدد ليصل في سنة 2011 لـ 27٬214 نسمة.
يظهر هذا المخطط البياني تطور النمو السكاني لـ غالاتينا

## المعالم السياحية الرئيسية
- الكنيسة المبنية على نمط العمارة الرومانسكية والمُسماة سانتا كاترينا ألساندريا (Santa Caterina d'Alessandria)، بُنيت في 1390 بواسطة رايموندو دل بالزو أورسيني (Raimondo Del Balzo Orsini)، كونت سوليتو.
- البوبا (The Pupa)، نافورة مبنية من الحجر الجيري المحلي.

## توأمة
لغالاتينا اتفاقيات توأمة مع:
- سابيس

## أعلام
- أندريا إسبوزيتو
- جوزيبي جريكو